# Lluís Salvador d'Àustria-Toscana

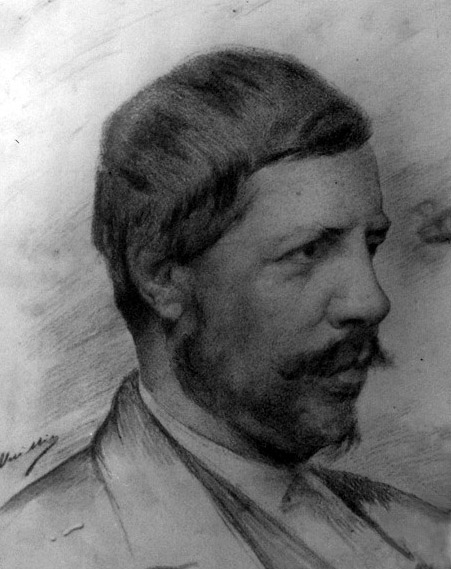
L'arxiduc Lluís Salvador d'Àustria-Toscana, retrat del 1900 que es troba a Son Marroig.

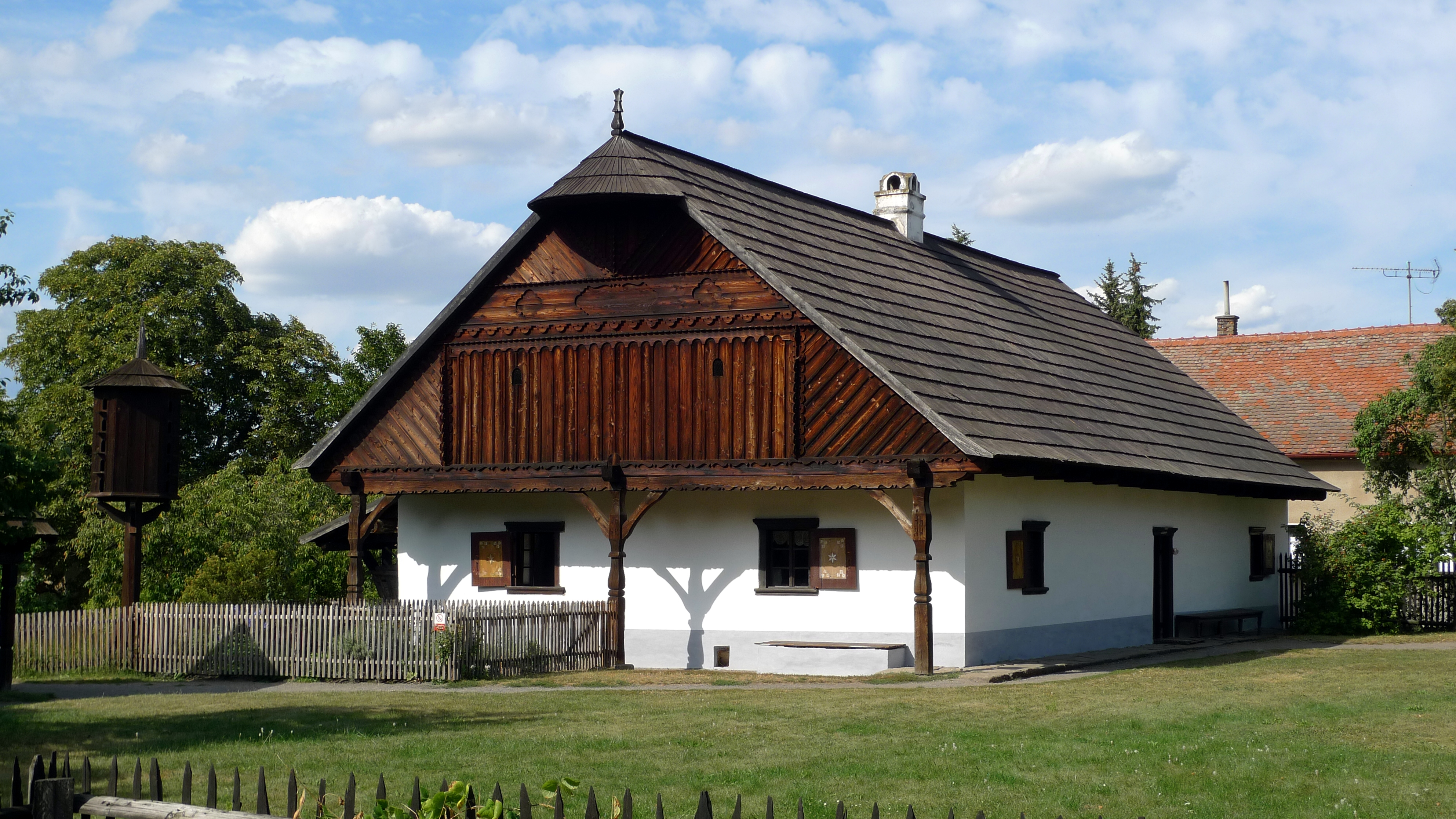
Una casa tradicional txeca al museu que va fundar l'Arxiduc al poble de Přerov nad Labem (Txèquia).

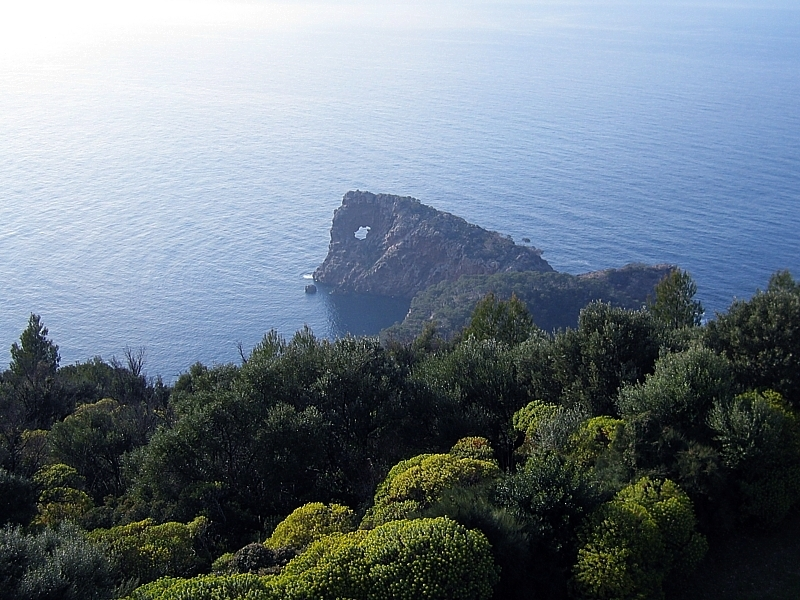
La punta de Sa Foradada des de la finca de l'Arxiduc, Son Marroig.

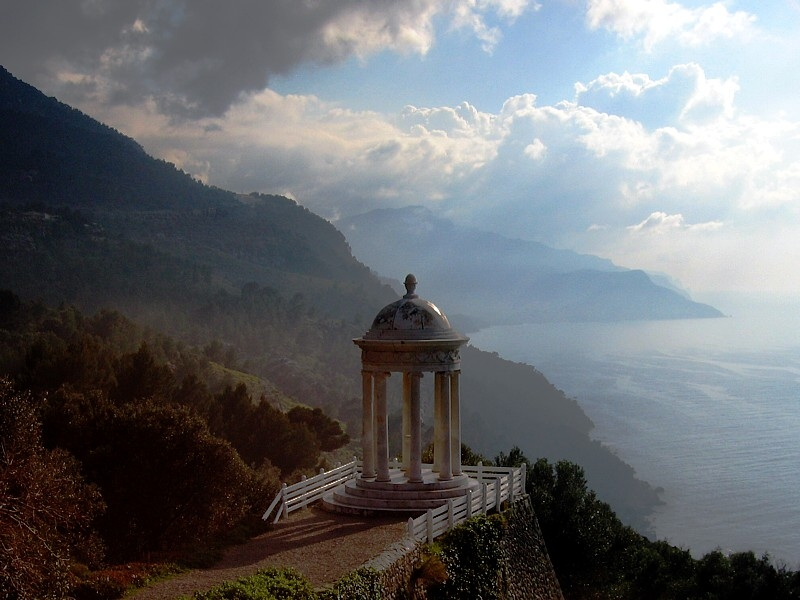
Mirador rodó a Son Marroig

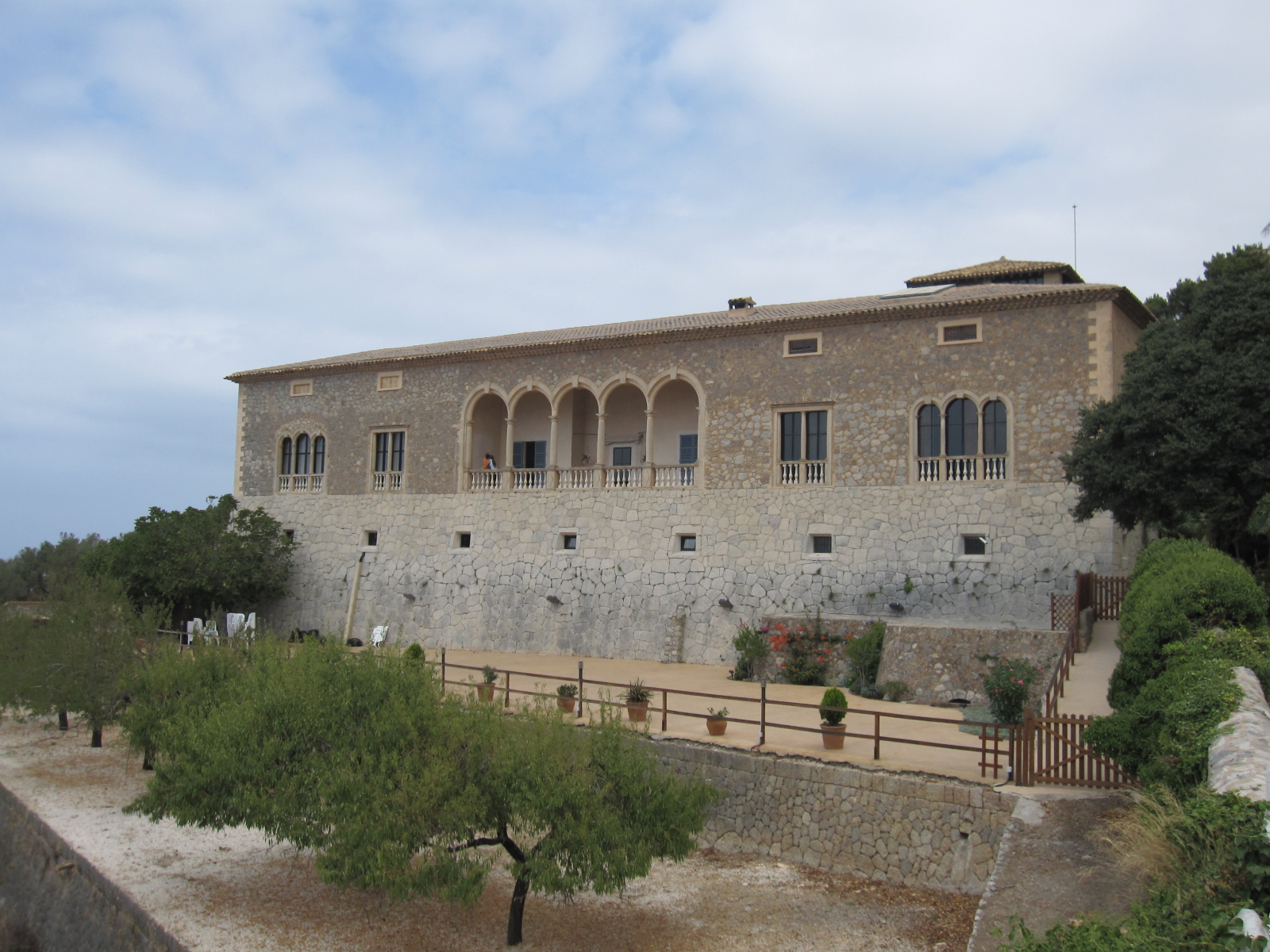
Son Marroig.

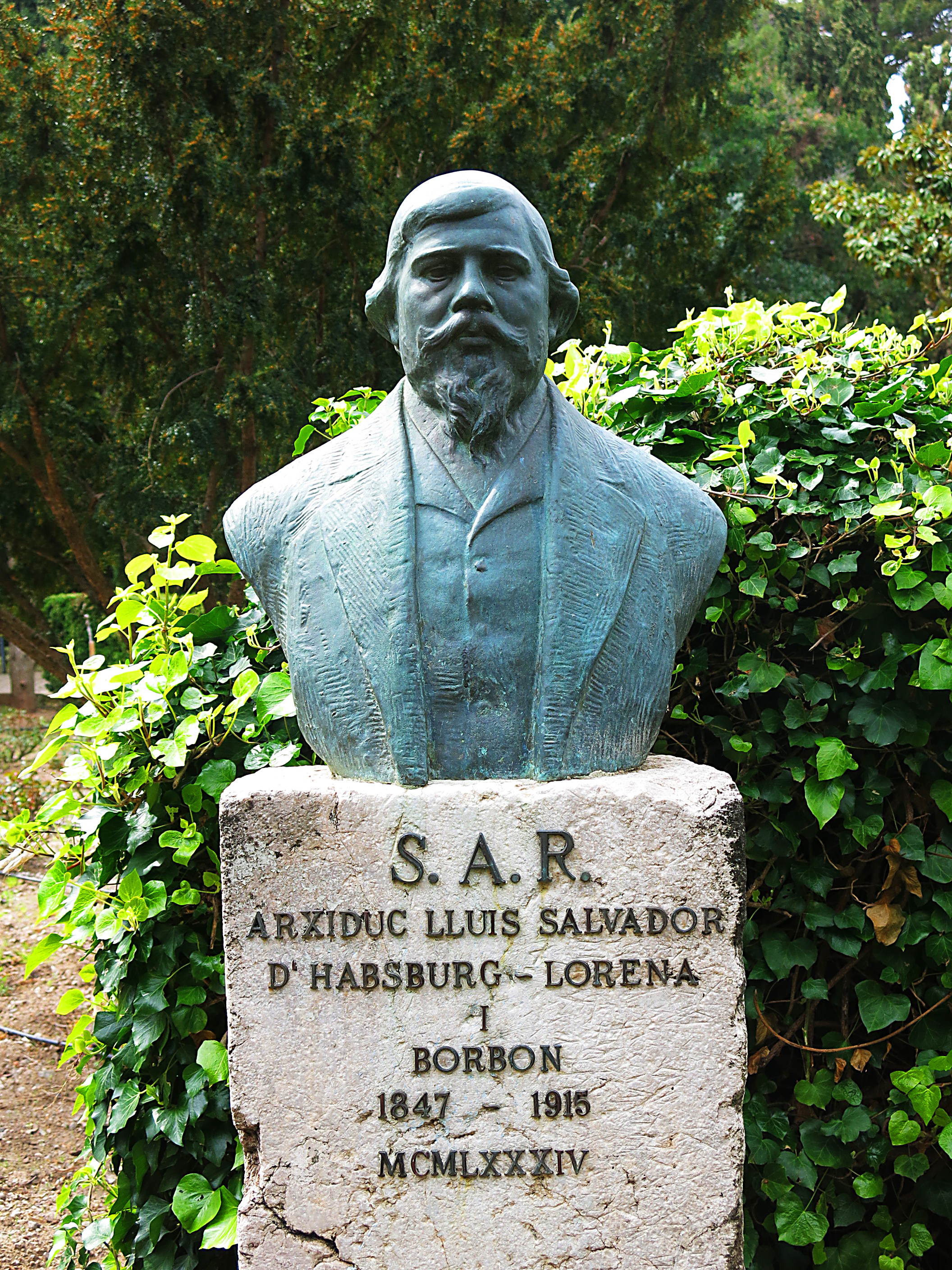
Bust de l'Arxiduc als jardins de l'ajuntament de Valldemossa, fet per Horacio de Eguía

Lluís Salvador d'Habsburg-Lorena (alemany: Ludwig Salvator von Habsburg-Lothringen. Florència, 1847 - Castell de Brandýs,tx Bohèmia, Txèquia, 1915), arxiduc d'Àustria i príncep de Toscana amb el doble tractament d'altesa reial i imperial, anomenat generalment Arxiduc Lluís Salvador, fou un membre de la branca dels Àustria-Toscana de la mil·lenària casa dels Habsburg.
Fou un intel·lectual que s'interessà per les ciències naturals, per l'etnografia i per les llengües clàssiques. També va estudiar l'anglès, el francès, l'hongarès, el txec, l'alemany, l'àrab, el castellà i el català, que va aprendre a les Illes Balears i en la qual escrigué diverses obres i la seva correspondència adreçada a Miquel Costa i Llobera i Jacint Verdaguer.

## Breu biografia
Neix a la ciutat de Florència, capital de l'antic Gran Ducat de Toscana, el dia 4 d'agost de l'any 1847, sent fill del gran duc Leopold II de Toscana i de la princesa Antonieta de Borbó-Dues Sicílies. Lluís Salvador fou batejat amb els noms de Ludwig Salvator Maria Giuseppe Giovanni Battista Dominicus Raineri Ferdinando Carl Zenobius Antonin. Era net per via paterna del gran duc Ferran III de Toscana i de la princesa Lluïsa de Borbó-Dues Sicílies i per via materna del rei Francesc I de les Dues Sicílies i de la infanta Maria Isabel d'Espanya.
L'any 1859, arran de l'ocupació de la Toscana per part de les tropes de l'exèrcit piemontès, la família gran ducal hagué de partir a l'exili instal·lant-se a Àustria sota la protecció de l'emperador Francesc Josep I d'Àustria. Posteriorment, la família dels Àustria-Toscana adquiriren el Castell de Brandeistx a Bohèmia.
A Přerov nad Labem, Bohèmia (Txèquia), va fundar el que es creu que fou el primer museu a l'aire lliure o ecomuseu a Europa central i de l'Est (ca. 1895).

## L'Arxiduc i les Illes Balears
Va visitar Eivissa i Formentera per primera vegada l'estiu de 1867, a vint anys, abans d'establir-se a Mallorca el 1872. Dedicà el primer dels nou volums de la seva monumental obra Die Balearen in Wort und Bild Geschildert a aquestes dues illes, que anomenà les antigues Pitiüses. Hi tornà el 1885 i el 1898. Aquesta obra ha estat lloada per personatges de gran envergadura, com ara el seu amic i corresponsal Juli Verne, qui féu servir el Die Balearen per escriure els capítols VI i VII de la seva novel·la Clovis Dardentor (1895), que succeeixen a la ciutat de Palma a despit que Verne no l'havia visitat mai.
És molt conegut a Mallorca (on és anomenat popularment s'Arxiduc) per les temporades que passà a l'illa (hi viatjà per primera vegada el 1867, després de visitar les Pitiüses), on escriví diversos llibres d'investigació sobre temes de les Illes Balears (etnografia, història, cultura) i també alguns escrits artístics. Escriví una de les primeres recopilacions de les rondalles mallorquines, els contes populars de l'illa, avançant-se a la col·lecció del Mossèn Alcover. El 1887 conegué Catalina Homar, a qui convertí en l'encarregada de la seva propietat de s'Estaca.
Es va involucrar plenament en la vida de l'illa a partir del moment quan comprà la seva primera finca a l'illa, la finca de Miramar, a Valldemossa, el 1872. A les seves extenses propietats, convidava personatges il·lustres com ara Santiago Rusiñol, Jacint Verdaguer, Miguel de Unamuno, i diversos personatges reials.
Expressà una gran estima a l'illa, que esdevingué com una segona pàtria. L'Arxiduc va dir de Mallorca: «Quan hagis contemplat la grandesa de Mallorca, quan hagis comprès el profund secret de l'Illa d'Or, l'estimaràs tota la vida».
Com bé diuen els editors R. i J.J. Olañeta al llibre Somnis d'estiu ran de mar, recull d'escrits de l'Arxiduc: 
«La figura de l'Arxiduc Lluís Salvador, personatge novel·lesc, home de prodigiosa cultura i mecenes generós, és coneguda i estimada per tothom a Mallorca, en justa correspondència a l'amor que ell professà per l'illa. Príncep errant, Lluís Salvador va ésser de tot arreu i d'enlloc, però, si d'algun indret es va arribar a considerar ciutadà, si en alguna contrada arrelaren ferm les seves tendes nòmades, aquesta contrada fou Mallorca. L'Arxiduc -intel·lectual poliglot- va fer la seva aportació a la literatura catalana de Mallorca, una aportació breu però de cap manera menyspreable, que està formada per tres llibres escrits directament en la nostra llengua».

## Obra

### Referida a lesIlles Balears
en alemany:
- Die Balearen in Wort und Bild geschildert (Les Balears descrites en paraules i imatges). Leipzig: Brockhaus, 1869-1884, 7 vols. (a més va sortir una versió reduïda a 2 toms en castellà: Las Baleares, 1887.) 
  - Die Balearen. Geschildert in Wort und Bild. [Edició abreujada a 2 toms]. Würzburg / Leipzig: Leo Woerl, 1897.)
- Catalina Homar, 1905. Una biografia en alemany sobre aquesta personalitat valldemossina.
- Was Mancher wissen möchte (El que voldríeu saber), 1909.
- Die Felsenfesten Mallorcas, Geschichte und Sage (Els castells roquers de Mallorca, història i llegendes), 1910.
- Portopí in der Bucht von Palma de Mallorca (Portopí a la badia de Palma de Mallorca), 1914.
- Ausflug- und Wachttürme Mallorcas (Torres i talaies de Mallorca), 1916.

En català:
- Rondayes de Mallorca, 1895. Escrit directament en català, és una recopilació de les rondalles populars de l'illa, recollides de viva veu.
- Lo que sé de Miramar, 1911. Escrit directament en català.
- Somnis d'estiu ran de mar (originalment del 1912), pròleg de Josep Maria Llompart. Palma: R. i J.J. Olañeta Editors, 1994. Poesia en prosa o dietari poètic escrit directament en català.

Traduccions a l'alemanys de Somnis d'estiu ran de mar: 
- Sommerträumereien am Meeresufer. von Neudorf, Berlín 2003, ISBN 978-3-934696-02-0.
- Ginka Steinwachs: Sommerträumereien am Meeresufer. 1912/2003. Dins: Passagen Literatur. Passagen, Viena 2003, ISBN 978-3-85165-620-6.

Obres recollides en català (traduïdes i versió original):
- Obres Completes / Preparades i prologades per Miquel Dolç i Dolç.- Barcelona: Ed. Selecta, 1951.

### Altres obres
Una selecció de la seva obra escrita originalment en alemany o traduïda:
- Der Djebel Esdnum. 1873.
- Levkosia, die Hauptstadt von Cypern. 1873.
- Eine Jachtreise in die Syrten. Prag 1874.
- Eine Spazierfahrt im Golf von Korinth. Prag 1876.
- Los Angeles in Südcalifornien. 2. Auflage, Woerl, Würzburg / Wien 1885.
- Die Karawanenstraße von Ägypten nach Syrien. Würzburg 1878.
- Um die Welt, ohne zu wollen. 4. Auflage, Würzburg 1886.

## Reconeixements a les Illes Balears
- El museu de la possessió de Son Marroig, a Deià està dedicat a la seva persona. Conté objectes seus i una col·lecció de pintura del segle xix.
- Al Centre Cultural Costa Nord s'exhibeix una reconstrucció de l'interior del seu vaixell, el Nixe.
- Un edifici del campus de la UIB duu el seu nom.
- Un Institut d'Educació Secundària de Palma duu el seu nom.
- Un carrer de l'eixample de Palma i un d'Eivissa duen el seu nom.
- La carretera Ma-10 quan passa per Deià duu el nom d'Avinguda Arxiduc Lluís Salvador.
- A Valldemossa, també s'anomena Avinguda Arxiduc Lluís Salvador un dels carrers del poble, i té un bust dedicat en els jardins de l'ajuntament, fet per l'escultor Horacio de Eguía.